# Prêmios e honrarias recebidos por Luiz Inácio Lula da Silva

Homenagem filatélica comum aos presidentes após conclusão do mandato

Desde 2003, quando assumiu a presidência pela primeira vez, Lula acumulou aproximadamente 300 condecorações. Segundo a revista norte-americana Newsweek, Lula era, no final de 2008, a 18.ª pessoa mais poderosa do mundo, ocupando a liderança do ranking na América Latina. Em lista divulgada pela revista Forbes em novembro de 2009, Lula foi considerado a 33.ª pessoa mais poderosa do mundo. Em 2009 foi considerado o "homem do ano" pelos jornais Le Monde e El País. De acordo com o jornal britânico Financial Times, Lula foi uma das 50 pessoas que moldaram a década de 2000 devido a seu "charme e habilidade política" e também por ser "o líder mais popular da história do país". Uma publicação do jornal Haaretz, com sede em Israel, feita em 12 de março de 2010, afirmou que Lula é o "profeta do diálogo", por suas intermediações em busca da paz no Oriente Médio. Em abril do mesmo ano, a revista Time listou Lula como um dos 25 líderes mais influentes do mundo.
Em 2008, a UNESCO concedeu a Lula o Prêmio pela paz Félix Houphouët-Boigny. Em pesquisa publicada no primeiro dia do ano de 2010 pelo Instituto Datafolha, Lula era a personalidade mais confiável dos brasileiros dentre uma lista de 27. No Fórum Econômico Mundial de 2010, realizado em Davos, na Suíça, recebeu a premiação inédita de Estadista Global, pela sua atuação no meio ambiente, na erradicação da pobreza e na redistribuição de renda e nas ações em outros setores com a finalidade de melhorar a condição mundial. No mesmo ano, foi condecorado pela Organização das Nações Unidas como o Campeão Mundial na Luta Contra a Fome e a Desnutrição Infantil. Em 2011, após deixar a presidência, Lula recebeu o prêmio Norte-Sul do Conselho da Europa. No dia 17 de março de 2013, o ex-presidente recebeu a Ordem Nacional da República do Benim, a mais alta condecoração beninense, na cidade de Cotonou.

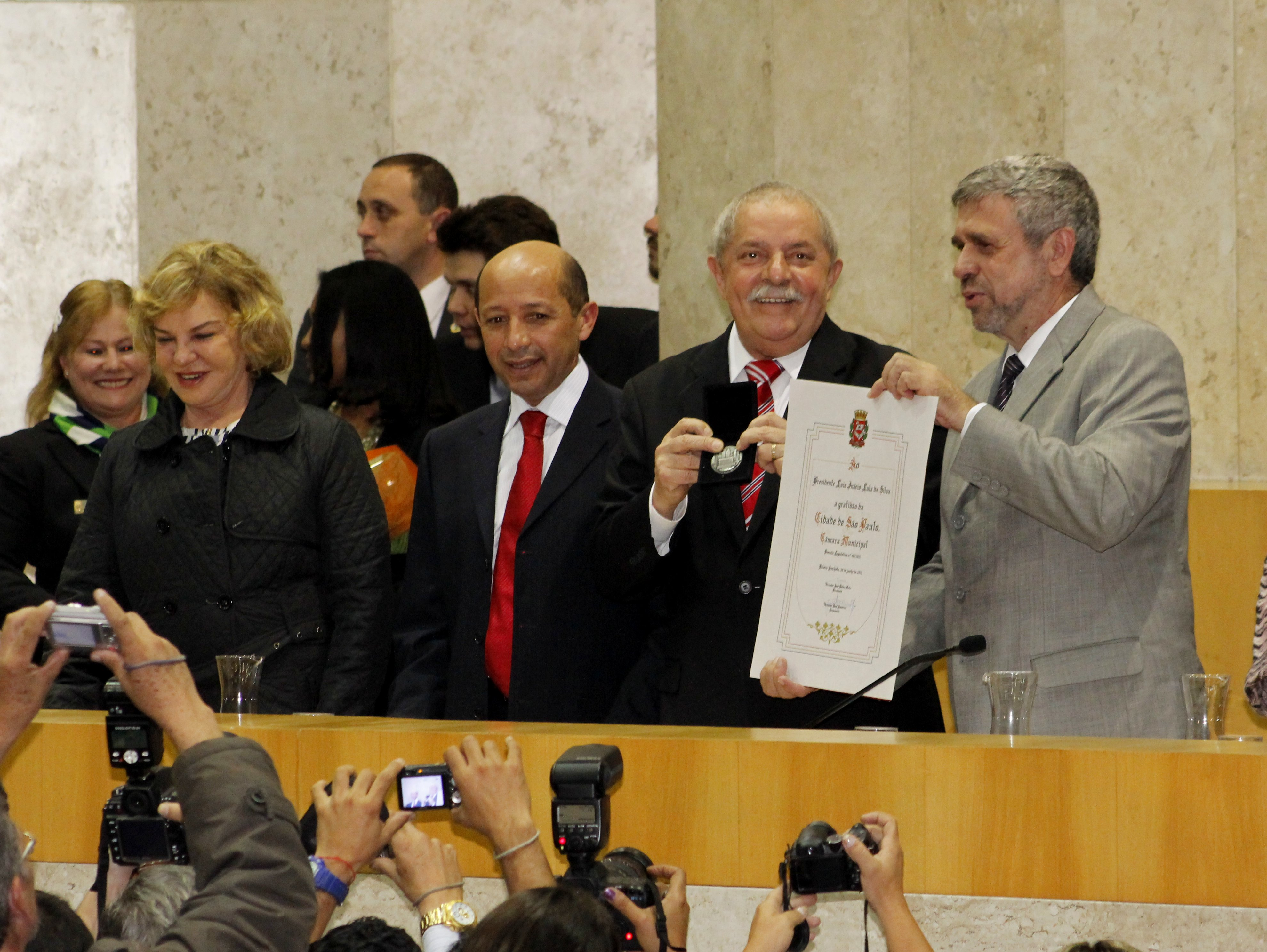
Lula recebendo o Título de Cidadão Paulistano e a Medalha Anchieta da Câmara Municipal de São Paulo em 2012

Antes mesmo de ter iniciado seu mandato, Lula foi condecorado pelo então presidente Fernando Henrique Cardoso com o último grau da Ordem do Mérito Militar em dezembro de 2002. No Brasil, também recebeu medalhas da Ordem do Mérito Naval, da Ordem do Mérito Aeronáutico, da Ordem do Cruzeiro do Sul, da Ordem do Rio Branco, da Ordem Nacional do Mérito e da Ordem do Mérito Judiciário Militar. Em âmbito internacional, foi condecorado com as medalhas da Ordem da Águia Asteca (México), da Ordem Amílcar Cabral (Cabo Verde), da Ordem Militar da Torre e Espada, do Valor, Lealdade e Mérito (Portugal), da Ordem da Estrela Equatorial (Gabão), da Ordem do Banho (Reino Unido), da Ordem de Omar Torrijos (Panamá), da Ordem Nacional do Mérito (Argélia), da Ordem da Liberdade (Portugal), da Ordem de Boyacá (Colômbia), e da Ordem Marechal Francisco Solano López (Paraguai). Recebeu também o Prêmio Internacional Don Quixote de la Mancha (Espanha) por ter instituído o ensino obrigatório da língua espanhola na rede pública de ensino.
Lula, até 2020, foi condecorado como doutor honoris causa 36 vezes. Ele recebeu o título honoris causa pela Universidade Federal de Viçosa, pela Universidade de Coimbra (Portugal), pela Universidade Federal de Pernambuco, pela Universidade Federal Rural de Pernambuco, pela Universidade de Pernambuco, pela Universidade Federal da Bahia, e pela Universidade Federal do ABC. Embora outras universidades nacionais e internacionais tenham feito diversos convites para que o então presidente recebesse a honraria, Lula recusou todos os títulos honoris causa enquanto ocupou a cadeira de chefe do estado brasileiro, passando a aceitá-los apenas após deixar o cargo. Em outubro de 2011, Lula recebeu o título de doutor honoris causa da prestigiada Fundação Sciences-Po da França. Foi o primeiro latino-americano a receber este título. A Sciences Po foi fundada em 1871 e apenas 16 personalidades no mundo possuíam esta premiação até então. Em 2020, Lula recebeu o título de cidadão honorário da cidade de Paris, entregue pela prefeita da capital francesa, Anne Hidalgo.
Luiz Inácio Lula da Silva foi indicado, com outros 300 aspirantes de todo o mundo, ao Prêmio Nobel da Paz de 2019. Ele recebeu apoio de mais de 650 mil pessoas responsáveis por uma petição que partiu de um detentor do Nobel, o argentino Adolfo Pérez Esquivel, vencedor do prêmio em 1980.

## Lista

### Grande-Colar
1. Grande-Colar da Ordem da Liberdade (Portugal);[45]
2. Grande-Colar da Ordem de Camões (Portugal);[45]

### Grã-Cruz
A classe mais alta em muitas ordens de cavalaria, manifestando-se com uma insígnia constituída por uma cruz pendente de uma fita. A classe de Grã-Cruz possui apenas um grau, e é imediatamente superior ao grau de Oficial-Comendador e imediatamente inferior a de Grande-Colar.
1. Grã-Cruz da  Ordem Nacional do Mérito e da  Ordem do Cruzeiro do Sul. Como Grão-Mestre destas ordens, possuía o Grande-Colar durante o mandato, após isso, conserva a Grã-Cruz, de forma perpétua;[47][48]
2. Grã-Cruz da  Ordem do Mérito Militar, da  Ordem do Mérito Naval e da  Ordem do Mérito Aeronáutico, perpetuamente. Como Grão-Mestre destas ordens militares, automaticamente é condecorado com a Grã-Cruz;[49][50]
3. Grã-Cruz da Ordem do Rio Branco  Como Grão-Mestre destas ordens, é automaticamente condecorado com o mais alto grau da mesma, de forma perpétua;[51]
4. Grã-Cruz da Ordem do Mérito Judiciário Militar;[52]
5. Grã-Cruz da Ordem da Águia Asteca (México)[23]
6. Grã-Cruz da Ordem Amílcar Cabral (Cabo Verde)[24]
7. Grã-Cruz da Ordem Militar da Torre e Espada, do Valor, Lealdade e Mérito (Portugal);[25][45]
8. Grã-Cruz da Ordem da Estrela Equatorial (Gabão);[53]
9. Grã-Cruz de Cavaleiro da Ordem do Banho (Reino Unido);[28]
10. Grã-Cruz da Ordem de Omar Torrijos (Panamá);[54]
11. Grã-Cruz da Ordem Nacional do Mérito (Argélia);[55]
12. Grande-Colar da Ordem da Liberdade (Portugal);[56]
13. Grã-Cruz da Ordem de Boyacá (Colômbia);[57]
14. Grão-Colar da Ordem Marechal Francisco Solano López (Paraguai);[58]
15. Grã-Cruz com diamantes da Ordem do Sol do Peru (Peru);[59]
16. Grão-Colar da Medalha da Inconfidência (Minas Gerais);[60]
17. Grã-Cruz da Ordem do Mérito Aperipê (Sergipe);[61]
18. Ordem Nacional da República Benin, a mais alta condecoração beninense, na cidade de Cotonou.[62]
19. Grande-Colar da Ordem de Isabel a Católica (Reino da Espanha)[63]

### Medalha do Mérito
Medalha atribuída a uma pessoa cujo acto ou actividade foram reconhecidos como de grande valor, a partir de um julgamento moral.
1. Medalha do Mérito Marechal Floriano Peixoto (Alagoas);[60]
2. Medalha do Mérito 25 de Janeiro, de São Paulo;[65]
3. Medalha do Mérito Industrial do Brasil (Associação Brasileira de Indústria e Comércio);[66]
4. Medalha de Ouro "Aliança Internacional Contra a Fome", do Fundo das Nações Unidas contra a Fome;[67]
5. Medalha Leonardo da Vinci - Instituto Superior de Engenharia de Lisboa;[68]
6. Medalha José de Anchieta - da Câmara Municipal de São Paulo.[69]
7. Medalha da Constituinte.[70]
8. Medalha “Suprema Distinção”[70]

### Prêmios
1. Time 100 pessoas mais influentes do mundo da revista Time, 2004;[71]
2. Prêmio pela paz Félix Houphouët-Boigny da UNESCO, 2008;[72]
3. Príncipe de Astúrias (Espanha);[73]
4. Prêmio Amigo do Livro, da Câmara Brasileira do Livro;[74]
5. Internacional Don Quixote de la Mancha (Espanha);[75]
6. Estadista Global entregue pelo Fórum Econômico Mundial em sua edição 2010, ocorrida em Davos – Suíça;[76]
7. L 'homme de l 'année (Homem do Ano), entregue pelo jornal Le Monde (França), edição 2009;[77]
8. Prêmio Personalidade do Ano de 2009, entregue pelo jornal El País (Espanha);[78][79]
9. Prêmio Mikhail Gorbachev;[80]
10. Prêmio Chatham House - 2009 - Reino Unido pela atuação de Lula na América Latina;[81]
11. "Brasileiro da Década" pela revista IstoÉ (2010);[82]
12. Time 100 pessoas mais influentes do mundo da revista Time, 2010;[83]
13. Prêmio Norte-Sul de Cooperação e Desenvolvimento Econômico, do Conselho da Europa; - União Europeia - 2011[69][84][85]
14. XXIV Prêmio Internacional Catalunha pelas políticas sociais e econômicas em seu mandato de Presidente do Brasil;[86]
15. Prêmio Internacional Lech Walesa (Polônia) [87]
16. Prêmio Four Freedoms Awards (em português, "Prêmio das Quatro Liberdades") - Holanda, 2012[88]
17. Prêmio Chico Mendes de Defesa do Meio Ambiente - 2018[89]
18. Medalha Knowledge Advancing Social Justice (Conhecimento para o Avanço da Justiça Social) - Universidade Brandeis - EUA, 2014 - [90]
19. Prêmio Mundial da Alimentação (World Food Prize), 2011.[91]
20. Prêmio Jawaharlal Nehru para Compreensão Internacional -  Índia - 2006[92]
21. Prêmio Amalia Solórzano de Combate à Desigualdade Social - México - 2006[93]
22. Prêmio José Aparecido de Oliveira, oferecido pela Comunidade dos Países da Língua Portuguesa (CPLP), Moçambique - (2012) [94]
23. Prêmio "Em busca da Paz" do International Crisis Group, Nova Iorque (2013).[95]
24. Prêmio Interamérica, do Congresso das Américas sobre Educação Internacional (CAEI), México - 2013[96]
25. Prêmio Africare, de Cooperação e Incentivo ao Desenvolvimento Africano - Washington, nos Estados Unidos - 2013[97]
26. O "Libertad" das Cortes de Cádiz, Espanha - (2013) [98]
27. A Lupa Capitolina, maior distinção da Cidade de Roma (2015)[99]
28. Prêmio de Direitos Humanos George Meany-Lane Kirkland - Federação Americana do Trabalho e do Congresso de Organizações Industriais (AFL-CIO), união das centrais sindicais dos Estados Unidos e Canadá (2019)[100]

### Cidadão Honorário
1. Cidadão honorário de Paris - Aprovado pela Câmara Municipal de Paris em 2019.[101][102]
2. Título de Cidadão Honorário da Cidade de São Paulo - (2012)[103]
3. Cidadão Honorário de Santo André.[104]
4. Cidadão honorário de Minas Gerais.[105]

### Doutor honoris causa
1. Doutor honoris causa pela Universidade Federal de Viçosa[36]
2. Universidade de Coimbra (Portugal)[106]
3. Universidade Federal de Pernambuco
4. Universidade Federal Rural de Pernambuco
5. Universidade de Pernambuco
6. Universidade Federal Fluminense
7. Universidade do Estado do Rio de Janeiro
8. Universidade Federal Rural do Rio de Janeiro
9. Universidade Federal do Rio de Janeiro[38]
10. Universidade Federal da Bahia  (UFBA)
11. Politécnica de Lausanne (Suíça)[107]
12. Universidade da Integração Internacional da Lusofonia Afro-Brasileira (Unilab)[108]
13. Sciences-Po (Institut d'Etudes Politiques de Paris)[86]
14. Universidade Federal do ABC[109]
15. Universidad Nacional de La Matanza e Universidad Metropolitana de la Educación y el Trabajo (Argentina)[110]
16. Universidade de Salamanca (Espanha)
17. Universidade de Aquino Bolívia (Bolívia)[111]
18. Universidade Tecnológica Federal do Paraná[112]
19. Universidade Federal Rural do Semi-Árido[113]

Embora outras universidades nacionais e internacionais tenham feito diversos convites para que o então presidente recebesse a honraria, Lula recusou todos os títulos honoris causa enquanto ocupou a cadeira de chefe do Estado brasileiro, passando provavelmente a aceitá-los apenas após deixar o cargo.